# Patosfa
Patosfa es un pueblo ubicado en el distrito de Barcs, en el condado de Somogy, Hungría.

## Superficie
Posee una superficie de 15,07 kilómetros cuadrados.

## Demografía
Hasta 2019 la población era de 249 habitantes, con una densidad de población de 16,52 habitantes por kilómetro cuadrado.